# Die bittere Liebe
Die bittere Liebe (Originaltitel: Lo sceicco bianco, Alternativtitel: Der weiße Scheich) ist eine italienische in schwarzweiß gedrehte Filmkomödie des Regisseurs Federico Fellini aus dem Jahre 1952.
Im Jahr 2008 wurde die Komödie auf die offizielle, vom italienischen Kulturministerium gebilligte Liste „100 erhaltenswerte italienische Filme“ aufgenommen. Die 100 ausgewählten Filme entstanden zwischen 1942 und 1978 und haben das kollektive Gedächtnis Italiens maßgeblich geprägt.

## Handlung
Wanda und Ivan, ein frisch verheiratetes Paar aus Süditalien, sind auf Hochzeitsreise und kommen morgens in Rom an. Ein Onkel von Ivan, der in Rom lebt, hat durch seine Beziehungen zum Vatikan eine Privataudienz beim Papst am folgenden Morgen arrangieren können. Während Ivan sich im Hotel ausruht, geht Wanda, die eine leidenschaftliche Leserin von Fotoromanen ist, zur Redaktion ihres Lieblingsblattes. Da sie sich als eine außergewöhnliche Verehrerin des Fotoromans Der Weiße Scheich zeigt, wird sie eingeladen sich mit dem Team nach Fregene zu begeben, wo einige Episoden aufgezeichnet werden sollen.
Inzwischen hat Ivan das Verschwinden seiner Frau bemerkt und sucht verzweifelt nach ihr. Dabei tut er alles Mögliche, um seinen Verwandten in Rom, die die Braut kennenlernen möchten, das Verschwinden von Wanda zu verheimlichen. Er irrt durch die Stadt, fällt in eine Parade von Bersaglieri ein (es ist ein Festtag), schließlich sucht er Hilfe bei der Polizei, wird jedoch wegen seiner wirren Geschichte und seines auffälligen Verhaltens fast als verrückt festgesetzt. Er kann fliehen.
Wanda lernt endlich ihr Idol kennen: den weißen Scheich. Dieser wird von einem gewissen Fernando Rivoli gespielt, einem kindischen Schwätzer, der den großen Verführer spielt, der aber tatsächlich von seiner Ehefrau dominiert wird und hinter ihr Schutz sucht. Wanda lässt sich anfänglich auf Fernando ein, als dieser aber zu weit geht und Wanda seine wahre Natur entdeckt (sie merkt auch wie „unromantisch“ in Wirklichkeit die Aufnahmen für den Fotoroman sind), sie zu allem Überfluss auch noch von Rivolis Frau geohrfeigt und drangsaliert wird, flieht sie enttäuscht nach Rom zurück. Aus Verzweiflung versucht sie tollpatschig, sich das Leben zu nehmen, indem sie in den Tiber springt. Sie wird „gerettet“ und ins Krankenhaus eingeliefert. Dort wird sie von Ivan abgeholt, der in seiner Verzweiflung die Nacht mit einer mütterlichen Prostituierten verbracht hat.
Das junge Paar zieht sich um und macht sich auf den Weg zur verschobenen Papstaudienz mit anderen Paaren und Ivans Verwandten, bereit gemeinsam, vielleicht mit etwas Melancholie, durchs Leben zu kommen.

## Kritiken
Der Film ist eine bittere Komödie über die Macht der Illusionen im Italien der Nachkriegszeit. „Der Spielfilm unterstreicht wie prekär gewisse Traum-Fabriken sind (hier ist es der Fotoroman, das gleiche gilt für den Film). […] Das thematische und stilistische Universum des Autors – die Träume der kleinen Leute, die Sehnsüchte der Provinz, die Sentimentalität und die Ironie, die Lust zur Introspektion, das ‚Visionäre‘ – beginnt Form anzunehmen.“

## Bemerkungen
- Die ursprüngliche Idee zum Film stammte von Filmautor Michelangelo Antonioni, der aber am Drehbuch nicht mitarbeitete.
- Dies war der erste Film, bei dem Fellini alleine Regie führte, da er bei seinem ersten Werk als Regisseur, Lichter des Varieté (1950), die Regie mit dem erfahrenen Alberto Lattuada teilte. Gleichzeitig ist dies auch der Spielfilm, der zusammen mit den darauf folgenden Die Müßiggänger (1953), Ein Tag im Amtsgericht (1953) und Amerikaner in Rom (1954) dem beliebten italienischen Schauspieler Alberto Sordi zum großen Durchbruch verhalf.
- Fellinis Ehefrau Giulietta Masina ist hier in der kleinen Rolle der Cabiria zu sehen. Bei der Rolle der Giulia, die fünf Jahre später als Protagonistin in Die Nächte der Cabiria (1957) auftritt und ebenfalls von Masina gespielt wird, handelt es sich um eine Weiterentwicklung.[4]
- Mit diesem Film fängt die Zusammenarbeit zwischen Fellini und den Komponisten Nino Rota an. Rota wird bis zu seinem Tod 1979 an allen Filmen Fellinis mitwirken.